# Саади (станция метро, Мешхед)
«Саади́» (перс. سعدی‎; англ. Saadi) — станция Второй линии Мешхедского метрополитена Ирана.
Предыдущая станция — «Шохада», следующая станция — «Шариати».
Была открыта 20 марта 2018 года, и расположена недалеко от центра города, на улице Данешга́х, вблизи площади Саади. Станция названа в честь известного персидского поэта, наиболее известного под псевдонимом Саади.